# Астраханский областной радиотелевизионный передающий центр
Астраханский областной радиотелевизионный передающий центр РТРС (филиал РТРС «Астраханский ОРТПЦ») — подразделение Российской телевизионной и радиовещательной сети (РТРС), основной оператор цифрового и аналогового эфирного теле- и радиовещания Астрахани и Астраханской области, единственный исполнитель мероприятий по строительству цифровой эфирной телесети в регионе в соответствии с федеральной целевой программой «Развитие телерадиовещания в Российской Федерации на 2009—2018 годы».
Филиал создал телесеть из 25 объектов. Они обеспечивают 99,94 % населения Астраханской области 20-ю бесплатными цифровыми эфирными телеканалами : «Первый канал», «Россия-1», «Матч ТВ», «НТВ», «Пятый канал», «Россия К», «Россия 24», «Карусель», «ОТР», «ТВ Центр», «РЕН ТВ», «Спас», «СТС», «Домашний», «ТВ-3», «Пятница», «Звезда», «Мир», ТНТ, «Муз-ТВ» и радиостанциями «Радио России», «Маяк» и «Вести ФМ».
До создания филиалом цифровой эфирной телесети жители большинства населенных пунктов, за исключением Астрахани, могли принимать не более трех-пяти телеканалов. Таким образом, в 2009—2018 годах Астраханский радиотелецентр РТРС увеличил возможности просмотра телевидения для жителей области в среднем в четыре-семь раз.

## История

### 1920—1930-е годы
История Астраханского областного радиотелецентра берет отсчет с 1926 года, когда началось радиовещание в Астраханской области. Вещание охватывало Астраханскую губернию, Калмыцкую автономную область и Казахскую Республику.
В 1931 году в Астрахани построена радиовещательная станция РВ-35.

### 1940—1950-е годы
С образованием Астраханской области в Астрахани организовано Астраханское областное управление связи Народного комиссариата связи СССР (приказ Народного комиссара СССР от 3 января 1944 года № 2). Астраханская радиовещательная станция РВ-35 перешла в его непосредственное ведение.
В январе 1955 года в целях улучшения организационной структуры и ликвидации мелких структурных подразделений в организациях, учреждениях и эксплуатационных предприятиях связи Астраханская радиостанция РВ-35 реорганизована в Астраханский областной радиоцентр Министерства связи (приказ министра связи СССР от 2 января 1955 года № 21).
В августе 1955 года в областном комитете партии было принято решение о начале строительства малого любительского телецентра. При областном управлении связи была образована секция телевидения, в которую вошли представители областного управления связи, служб Волготанкера, Главкаспрыбпрома, Рейдтанкера, Каспрейдморпути, Астраханского отделения Приволжской железной дороги. Ядром технической группы были Ф. В. Малий, Г. И. Безруков, П. В. Сычев, Ю. Ф. Борисов, И. В. Бучинский, В. Ф. Распопов. Возглавил секцию опытный связист и умелый организатор Н. И. Шерстнев.
Областным проектным институтом разработан проект размещения студии и оборудования. Место для студии выделили в правом крыле звонницы Астраханского кремля, на колокольне которой установили передающую турникетную антенну четвёртого телевизионного канала.
15 сентября 1955 года Совет Министров СССР постановил разработать в 1956—1957 годах аппаратуру УКВ телевизионных радиостанций с антенно-фидерными системами и телевизионных приемников для работы в новых частотных каналах в диапазоне выше 100 мГц.
В октябре 1956 года на экране видеоконтрольного устройства получено первое телевизионное изображение.
30 декабря 1956 года созданный руками астраханских энтузиастов малый любительский телецентр введен в строй. В Астрахани началось телевизионное вещание.
В 1958 году в Астрахани на улице Ляхова началось строительство государственного телецентра. В 1959 году при Министерстве связи СССР создан Астраханский телевизионный центр. Первым начальником телецентра назначен Н. И. Шерстнев. Он успешно проработал в этой должности более 15 лет.

### 1960—1980-е годы
30 июня 1961 года подписан Акт ввода Астраханского телецентра в эксплуатацию. Астраханский телевизионный центр представлял собой комплекс технических средств, обеспечивающих трансляцию телевизионного сигнала. Он включал в себя техническое здание, телевизионную башню высотой 185 м, трансформаторную подстанцию и фильмохранилище.
В том же году смонтирована радиовещательная станция «Дождь 2» для трансляции Первой программы Всесоюзного радио, а в 1965 году началась трансляция радиопрограммы «Маяк».
В 1965 году инициативная группа работников (И. В. Бучинский, А. И. Требух, П. В. Сычев) начала эксперимент по приёму в Астрахани передач Центрального телевидения из Волгограда через тропосферную станцию. Летом 1966 года астраханцы впервые смогли увидеть матч чемпионата мира по футболу.
В 1970 году в Астрахань поступило 14 комплектов передвижных радиорелейных станций «Левкой». Астраханский ОРТПЦ подготовил в электротехникуме связи группу из 30 молодых специалистов для обслуживания радиорелейных линий Волгоград — Астрахань.
Осенью 1970 года в Астрахани вышла в эфир Первая программа Центрального телевидения.
В 1975 году в эфир вышла Вторая программа ЦТ по новой, стационарной радиорелейной линии Элиста — Астрахань (Р-95, оборудование «Дружба»).
В 1981 году введена в эксплуатацию мощная радиотелевизионная передающая станция в селе Черный Яр (радиостанции: АТРС 5/0,5 кВт, «Ильмень» 20 кВт, Дождь 2"). В 1985 году начала свою работу другая мощная радиотелепередающая станция в селе Тамбовка (две телевизионные станции «Зона» по 5 кВт и «Дождь 2»).
По результатам проведенной работы двухпрограммным телевизионным вещанием было охвачено около 98 % населения Астраханской области.

### 2000-е годы
В 2001 году Астраханский радиотелецентр на правах филиала вошел в РТРС в соответствии с Указом Президента Российской Федерации от 13 августа № 1031.
В 2004 году филиал РТРС «Астраханский ОРТПЦ» заменил технически устаревшее оборудование.
С 1 марта 2006 года телеканал «Россия-1» принимается на земную станцию космической связи вместо подачи по радиорелейной линии связи (РРЛ) Элиста — Астрахань.
В 2006 году устаревшие передатчики заменены на современные.
Астраханский филиал РТРС создал в регионе инфраструктуру, ставшую основой для развития цифрового эфирного телевизионного вещания в Астраханской области.
Региональное вещание сигналов первого мультиплекса осуществляется через спутниковую станцию связи (ПЗССС) филиала РТРС «Астраханский ОРТПЦ» с 17 июня 2019 года.
ПЗССС «НСП-49С» обеспечивает доставку по спутниковым каналам связи сформированного регионального пакета телевизионных и радиопрограмм в центре формирования мультиплексов (ЦФМ) до объектов сети вещания на территории Астраханской области.

### 2020-е годы
С 1 июля 2021 года с территории филиала начато вещание радиоканала «Маяк» на частоте 92,2 МГц в аналоговом формате. С 17 июня 2021 в аналоге на частоте 90,5 МГц начато вещание РВ канала Радио Вера.
В августе 2023 года проведено мероприятие по улучшению качества передачи населению сигналов цифрового эфирного телевизионного вещания. В процессе мероприятия заменено антенно-фидерное устройство на телевизионной башне цеха Астрахань.
Филиал в 2024 году завершил реализацию Программы по замене передатчиков сети цифрового эфирного телевизионного вещания РТРС на 2021—2034 годы. На объектах телерадиовещания установлены и введены в эксплуатацию новые телевизионные передатчики, предназначенные для вещания первого мультиплекса.
С 01 октября 2024 г. с территории филиала начато вещание радиоканала «Гордость» на частоте 87,5 МГц.

## Деятельность
3 декабря 2009 года постановлением Правительства России № 985 утверждена федеральная целевая программа «Развитие телерадиовещания в Российской Федерации на 2009—2018 годы». Она определила этапы и сроки совершения перехода страны на цифровые технологии в телевещании.
С 2009 по 2015 годы астраханский филиал РТРС создал в регионе сеть из 25 объектов связи для организации цифрового эфирного телерадиовещания. Эти объекты строились в четыре этапа. Первый и второй предусматривали запуск объектов на базе существующих сооружений связи, третий и четвёртый включали в себя строительство новых объектов.
С июля 2012 года астраханский филиал РТРС начал цифровое эфирное вещание первого мультиплекса в стандарте DVB-T2.
В 2014 году завершено строительство 13 новых объектов сети первого мультиплекса и начато тестовое вещание.
Сеть второго мультиплекса была построена на инфраструктуре существующей сети первого мультиплекса.
До конца 2018 года включено тестовое вещание второго мультиплекса на всех радиотелевизионных станциях.
Астраханская область вошла в четвертую очередь отключения «аналога» в регионах России. 14 октября 2019 года Астраханская область отключила аналоговое вещание федеральных телеканалов и завершила переход на цифровое вещание.
С 2019 г. региональное вещание сигналов первого мультиплекса осуществляется через спутниковую станцию связи (ПЗССС)Земная станция.
С 2021 г. с территории астраханского филиала РТРС вещают радиоканалы «Маяк» и «Радио Вера» на частотах 92,2 МГц и 90,5 МГц соответственно.
В 2023 г. заменено антенно-фидерное устройство на телевизионной башне цеха Астрахань.
С 2024 г. с территории филиала начато вещание радиоканала «Гордость» на частоте 87,5 МГц.

## Региональное вещание
13 ноября 2017 года астраханский филиал РТРС совместно с ГТРК «Лотос» начал трансляцию региональных телепрограмм в составе первого мультиплекса. Региональные программы доступны на телеканалах «Россия-1» и «Россия-24» и радиостанциях: «Маяк», «Вести ФМ» и «Радио России».
29 ноября 2019 года РТРС начал цифровую трансляцию программ регионального телеканала «Астрахань 24» в сетке телеканала ОТР.
В соответствие с Планом модернизации сетей аналогового эфирного вещания радиоканалов «Радио России», «Маяк», «Вести ФМ» астраханский филиал РТРС в 2019 году перешел на новую схему подачи РВ сигналов «Радио России» и «Вести ФМ» (сигналы подаются на аналоговые передатчики из цифрового пакета каналов 1-го мультиплекса). Модернизированные каналы «Радио России» транслируются с цехов Астрахань, Тамбовка и Чёрный Яр, «Вести ФМ» — транслируется с цеха Астрахань.

## Организация вещания
РТРС транслирует в Астраханской области:
- 20 телеканалов и 3 радиостанции в цифровом формате;
- 2 телеканала и 7 радиостанций в аналоговом формате[24].

Инфраструктура эфирного телерадиовещания астраханского филиала РТРС включает:
- областной радиотелецентр;
- три производственных подразделения;
- центр формирования мультиплексов;
- 25 передающих станций;
- 25 антенно-мачтовых сооружений;
- 101 приемных земных спутниковых станций[25].

### Антенно-мачтовые сооружения
| №п.п | Название объекта  | Район         | Охват населения   | Высота, м | Мощность, кВт |
| 1    | Астрахань         |               | ~622,586 тыс.чел. | 185       | 5             |
| 2    | Байбек            | Красноярский  | ~2,427 тыс.чел.   | 35        | 0,25          |
| 3    | Бакланье          | Красноярский  | ~2,562 тыс.чел.   | 35        | 0,25          |
| 4    | Буруны            | Наримановский | ~5,949 тыс.чел.   | 70        | 0,25          |
| 5    | Верхнелебяжье     | Наримановский | ~28,839 тыс.чел.  | 75        | 1             |
| 6    | Дрофиный          | Наримановский | ~0,236 тыс.чел.   | 35        | 0,25          |
| 7    | Карабулак         | Икрянинский   | ~7,959 тыс.чел.   | 75        | 0,25          |
| 8    | Каралат           | Камызякский   | ~5,702 тыс.чел.   | 75        | 0,25          |
| 9    | Курченко          | Наримановский | ~1,443 тыс.чел.   | 35        | 0,1           |
| 10   | Лиман             | Лиманский     | ~23,605 тыс.чел.  | 70        | 1             |
| 11   | Мумра             | Икрянинский   | ~20,662 тыс.чел.  | 70        | 0,1           |
| 12   | Образцово-Травино | Камызякский   | ~9,869 тыс.чел.   | 75        | 0,25          |
| 13   | Разино            | Володарский   | ~31,613 тыс.чел.  | 100       | 1             |
| 14   | Рынок             | Лиманский     | ~0,663 тыс.чел.   | 35        | 0,1           |
| 15   | Соленый           | Наримановский | ~0,328 тыс.чел.   | 35        | 0,25          |
| 16   | Знаменск          | Ахтубинский   | ~37,879 тыс.чел.  | 70        | 1             |
| 17   | Средний Баскунчак | Ахтубинский   | ~11,622 тыс.чел.  | 75        | 1             |
| 18   | Тамбовка          | Харабалинский | ~52,118 тыс.чел.  | 219       | 5             |
| 19   | Удачное           | Ахтубинский   | ~4,215 тыс.чел.   | 70        | 0,25          |
| 20   | Хошеутово         | Харабалинский | ~3,182 тыс.чел.   | 35        | 0,1           |
| 21   | Вязовка           | Черноярский   | ~1,571 тыс.чел.   | 35        | 0,1           |
| 22   | Копановка         | Енотаевский   | ~1,053 тыс.чел.   | 35        | 0,1           |
| 23   | Пришиб            | Енотаевский   | ~1,097 тыс.чел.   | 35        | 0,25          |
| 24   | Солодники         | Черноярский   | ~3,417 тыс.чел.   | 70        | 0,25          |
| 25   | Черный Яр         | Черноярский   | ~69,960 тыс.чел.  | 245       | 5             |

## Социальная ответственность

### Коллективный договор
31 марта 2023 года заключен коллективный договор РТРС на 2023—2026 годы. В новом коллективном договоре РТРС сохранены действующие социальные льготы и гарантии для работников, в том числе более 30 социальных льгот сверх предусмотренных Трудовым кодексом РФ.

### Образование
Астраханский филиал РТРС сотрудничает с профильными вузами. Студенты проходят практику в подразделениях радиотелецентра, учатся обращаться с современной телерадиовещательной техникой, знакомятся с технологиями цифрового вещания.

## Награды
В 2011 г. вручено благодарственное письмо астраханскому филиалу от Председателя Думы Астраханской области А. Б. Клыканова за многолетнюю добросовестную работу, высокий профессионализм, заслуги в развитии телерадиовещания в Астраханской области и в связи с 50-летием со дня создания.
В 2016 г. филиал награждён Дипломом лауреата областного конкурса «Астраханское качество» в номинации «Услуги транспортные и связи» от Губернатора Астраханской области А. А. Жилкина.
Директор филиала Владимир Омельяненко удостоен звания «Мастер Связи», награждён благодарностью министра связи и массовых коммуникаций России, почетными грамотами Федерального агентства по печати и массовым коммуникациям и губернатора Астраханской области, медалью ордена «За заслуги перед Астраханской областью», медалью «70 лет Вооруженных Сил СССР» (1988 год), медалью «За отличие в военной службе» 1 и 2 степени (2004 ,1999 года), телевизионной премией «Лица года».
Директор филиала Владимир Омельяненко и ведущий инженер средств радио и телевидения аварийно-профилактической группы цеха Астрахань Денис Пронченко награждены медалью ордена «За заслуги перед отечеством» II степени указом Президента Российской Федерации.